# Nico Däbritz
Nico Däbritz (* 26. August 1971 in Freital) ist ein ehemaliger deutscher Fußballspieler und derzeitiger -trainer. Er spielte sowohl im Bereich des DDR-Fußball-Verbandes (DFV) als auch des Deutschen Fußball-Bundes (DFB) in der ersten Liga sowie in Nachwuchs-Nationalmannschaften.

## Laufbahn als Fußballspieler
Däbritz begann seine Fußball-Laufbahn bei der Betriebssportgemeinschaft (BSG) Motor im südlich von Dresden gelegenen Bannewitz. Über die BSG Stahl Freital kam er schließlich zur SG Dynamo Dresden, dem Fußballzentrum des ostsächsischen Bereichs. Dort spielte er von 1987 bis 1989 in der Junioren-Oberliga und von 1989 bis 1991 in der Nachwuchs-Oberliga. 1988 wurde er mit Dynamo Dresden sowohl DDR-Jugend- als auch Juniorenmeister. In den Jahren 1988 und 1989 gehörte er zum Kader der U-18-Nationalmannschaft der DDR, für die er als Mittelfeldspieler mehrere Junioren-Länderspiele bestritt. Seinen Einstand im Männerbereich gab er bereits in der Spielzeit 1988/89 mit vier Punktspielen und einem Tor für Dynamo Dresden II in der zweitklassigen DDR-Liga. 1989 wurde Däbritz in die Fußballolympiaauswahl der DDR berufen, mit der er mehrere Testspiele bestritt. Noch vor Beginn der Qualifikationsspiele für Olympia 1992 wurde die Mannschaft im Zuge der deutschen Wiedervereinigung zurückgezogen. Sein einziges Spiel in der DDR-Oberliga bestritt der 1,80 m große Däbritz am 1. September 1990 in der Begegnung des 3. Spieltages Dynamo Dresden – FC Berlin (4:1), er wurde in der 39. Minute eingewechselt.
Zur Saison 1991/92 wechselte Däbritz zum VfB Leipzig in die 2. Bundesliga, wo er zunächst nur Ersatzspieler war. Er kam erst am 14. Spieltag zum Einsatz, und von seinen 13 Punktspielen in dieser Spielzeit absolvierte er lediglich vier Partien als Mittelfeldakteur über die vollen 90 Minuten. In der folgenden Saison 1992/93 schaffte er mit 39 Punktspieleinsätzen den Sprung in die Stammelf des VfB, der am Saisonende den Aufstieg in die 1. Bundesliga geschafft hatte. In seiner ersten Bundesligasaison bestritt Däbritz 24 der 34 Spiele und wurde stets im Mittelfeld aufgeboten. Gleichzeitig wurde er in den Kader der U-21-Nationalmannschaft aufgenommen, für die er am 21. September 1993 das Länderspiel Deutschland – Griechenland (3:3) bestritt. Nach nur einem Jahr stieg der VfB wieder in die 2. Bundesliga ab, in der Däbritz noch bis zum Abstieg in die Regionalliga 1998 für die Leipziger spielte und stets zur Stammformation gehörte. Neben seinen 24 Erstligaspielen bestritt er bis zu seinem Weggang 164 Zweitligaspiele und erzielte insgesamt zwölf Meisterschaftstore.
Mit Beginn der Saison 1998/99 wechselte Däbritz wieder in die 1. Bundesliga zum VfL Wolfsburg. Dort kam er jedoch erst zum Saisonende in acht Punktspielen zum Einsatz, darunter nur eine 90-Minuten-Begegnung. Auch 1999/2000 war Däbritz bei Wolfsburg mit elf Bundesligaspielen nur Ersatz. Im Sommer 2000 kehrte Däbritz zurück in die 2. Bundesliga und spielte nun für Hannover 96. Dort stand er in der Saison 2000/01 zwar in 20 Punktspielen von Beginn an in der Mannschaft, wurde aber auch elfmal vorzeitig ausgewechselt. Nachdem er in der Hinrunde der Spielzeit 2001/02 bei Hannover überhaupt nicht eingesetzt worden war, wechselte Däbritz Anfang 2002 zum Ligakonkurrenten SV Babelsberg 03. Auch dort war er mit seinen neun Kurzzeiteinsätzen und einem 90-Minuten-Spiel nur Ersatz.
Zur Saison 2002/03 kehrte Däbritz zu Dynamo Dresden zurück, inzwischen nur noch Drittligist in der Regionalliga. Dort konnte er sich als Mittelfeldspieler wieder einen Platz in der erweiterten Stammelf erkämpfen und kam in der 34 Spiele währenden Saison 21-mal zum Einsatz. Wegen einer Knieverletzung musste er danach seine Laufbahn als Fußballspieler beenden.

## Laufbahn in der Geschäftsführung und als Trainer
Däbritz blieb nach seinem Karriereende bei Dynamo Dresden, arbeitete im Nachwuchs und wurde im April 2011 unter Ralf Loose Co-Trainer der ersten Mannschaft als Nachfolger von Nikica Maglica. Außerdem übernahm er die Leitung des Scoutingsteams, die er bis zum 30. Juni 2015 innehatte. Danach arbeitete er vom 1. Oktober 2015 bis zum 30. Juni 2018 als Mitarbeiter in der Geschäftsstelle des VfL Pirna-Copitz und fungierte dort vom 1. Juli 2016 bis zum 2. März 2018 zugleich als Trainer. Vom 1. Juli 2018 bis zum 24. August 2018 arbeitete er als Co-Trainer von Matthias Mauksch bei Sportfreunde Lotte. Vom 1. Juli 2022 bis zum 31. Juli 2023 arbeitete er erneut als Mitarbeiter in der Geschäftsstelle des VfL Pirna-Copitz, zugleich vom 15. September 2022 bis zum 30. Juni 2023 als dessen Trainer. Vom 2. bis zum 5. April 2024 wirkte Nico Däbritz als Trainer beim Gröditzer Ostercamp 2024 mit der DYNAMO DRESDEN Fußballschule am Gröditzer Eichenhain mit.